# بيرني موريسون
بيرني موريسون هو لاعب كرة القدم الكندية كندي، ولد في 24 مارس 1955 في وينيبيغ في كندا.